# 스크리브드
스크리브드(영어: Scribd, IPA: [ˈskrɪbd])는 디지털 도서관 웹 사이트이다. 영어, 스페인어, 포르투갈어로 서비스가 제공된다. 한 달 구독료는 8.99 달러이며, iOS와 안드로이드 스마트폰 및 태블릿에서 이용이 가능하다. 현재 900개 이상의 출판사가 제공한 10만 권이 넘는 도서가 제공되고 있다.

## 같이 보기
- 슬라이드셰어
- 웨이백 머신
- WebCite